# Anila Karaj
Anila Karaj, znana też jako Anila Bisha (ur. 5 maja 1968 w Tiranie) – albańska aktorka.

## Kariera artystyczna
W latach 1987–1991 studiowała na wydziale aktorskim Instytutu Sztuk w Tiranie. W latach 1991–2016 pracowała w Teatrze Narodowym (Teatri Kombetar) w Tiranie.
Na dużym ekranie zadebiutowała w roku 1985. Zagrała w siedmiu filmach fabularnych, w dwóch były to role główne.
Za rolę Iny w filmie Bolero otrzymała w 1997 r. nagrodę na Festiwalu Filmowym w Saint-Étienne. W 2020 był sygnatariuszem protestu artystów przeciwko zburzeniu Teatru Narodowego w Tiranie.
Jest żoną reżysera Besnika Bishy.

## Role filmowe
- 1985: Guret e shtepise sime jako Melpo
- 1985: Kur hapen dyert e jetës jako siostra Bardhyla
- 1987: Eja
- 1987: Familja ime jako Vera
- 1988: Pesha e kohës jako żona Luana
- 1988: Sinjali i dashurise jako Ana
- 1990: Nje vajze e nje djale
- 1997: Bolero jako Ina
- 1998: Nata
- 2008: Dhimbja e dashurisë
- 2019: Inane jako Sana